# Nelson Algren
Nelson Algren (Detroit, 28 marzo 1909 – Long Island, 9 maggio 1981) è stato uno scrittore, poeta e giornalista statunitense.
Fu un narratore dello squallore dei bassifondi di Chicago abitati da pugili, giocatori d'azzardo, immigrati soprattutto messicani e polacchi.
Si inserisce, assieme a James Thomas Farrell, Richard Wright e John Hersey nella corrente del Realismo americano iniziata da Theodore Dreiser.

## Biografia
L'autore prese parte alla seconda guerra mondiale. Si laureò in giornalismo presso l'Illinois University e successivamente diresse la rivista The Anvil. Per alcuni anni ebbe una relazione sentimentale con la scrittrice parigina Simone de Beauvoir, conosciuta nel 1947.

## Opere

### Romanzi
- 1935 - Somebody in Boots
- 1942 - Never come Morning (Mai venga il mattino)
- 1949 - The Man with the Golden Arm (L'uomo dal braccio d'oro)
- 1956 - A Walk on the Wild Side (Passeggiata selvaggia)
- 1963 - Who Lost an American? (Chi ha perduto un americano?)

### Racconti
- 1947 - The Neon Wilderness (Le notti di Chicago)
- 1973 - The Last Carousel

### Poesie
- 1951 - Chicago: A City on the Make

### Altre pubblicazioni
- 1962 - Nelson Algren's Own Book of Lonsome Monsters
- 1964 - Conversations With Nelson Algren
- 1966 - Notes from a Sea Diary: Hemingway All the Way
- 1968 - Prefazione a The True Story of Bonnie and Clyde

### Opere postume
- 1983 - The Devil's Stocking (Romanzo)
- 1994 - The Texas Stories of Nelson Algren (Novelle)
- 1995 - Nonconformity: Writing on Writing
- 2009 - Entrapment and other writings

## Premi
Nel 1950 Algren fu il primo vincitore del National Book Award per la narrativa per The Man with the Golden Arm (L'uomo dal braccio d'oro).

## Al cinema
Nel 1955 dal suo romanzo L'uomo dal braccio d'oro (The Man with the Golden Arm) Otto Preminger trasse il film omonimo che ricevette tre nomination al premio Oscar. La colonna sonora, interamente jazz, venne composta espressamente da Elmer Bernstein.